# Saint-Cyr (Ardèche)
Saint-Cyr ist eine französische Gemeinde mit 1430 Einwohnern (Stand: 1. Januar 2022) im Département Ardèche in der Region Auvergne-Rhône-Alpes. Die Gemeinde gehört zum Arrondissement Tournon-sur-Rhône und zum Kanton Annonay-1. 

## Geografie
Saint-Cyr liegt etwa 34 Kilometer südöstlich von Saint-Étienne im Haut Vivarais und erstreckt sich entlang der Täler des Massif du Pilat auf der östlichen Seite des Zentralmassivs. Umgeben wird Saint-Cyr von den Nachbargemeinden Peaugres im Nordwesten und Norden, Colombier-le-Cardinal im Norden, Saint-Désirat im Osten, Thorrenc im Südosten, Vernosc-lès-Annonay im Süden sowie Davézieux im Westen.

## Bevölkerungsentwicklung
| Jahr                       | 1962 | 1968 | 1975 | 1982 | 1990 | 1999 | 2006 | 2019 |
| Einwohner                  | 355  | 349  | 432  | 683  | 841  | 996  | 1223 | 1392 |
| Quellen: Cassini und INSEE |      |      |      |      |      |      |      |      |

## Kultur und Sehenswürdigkeiten

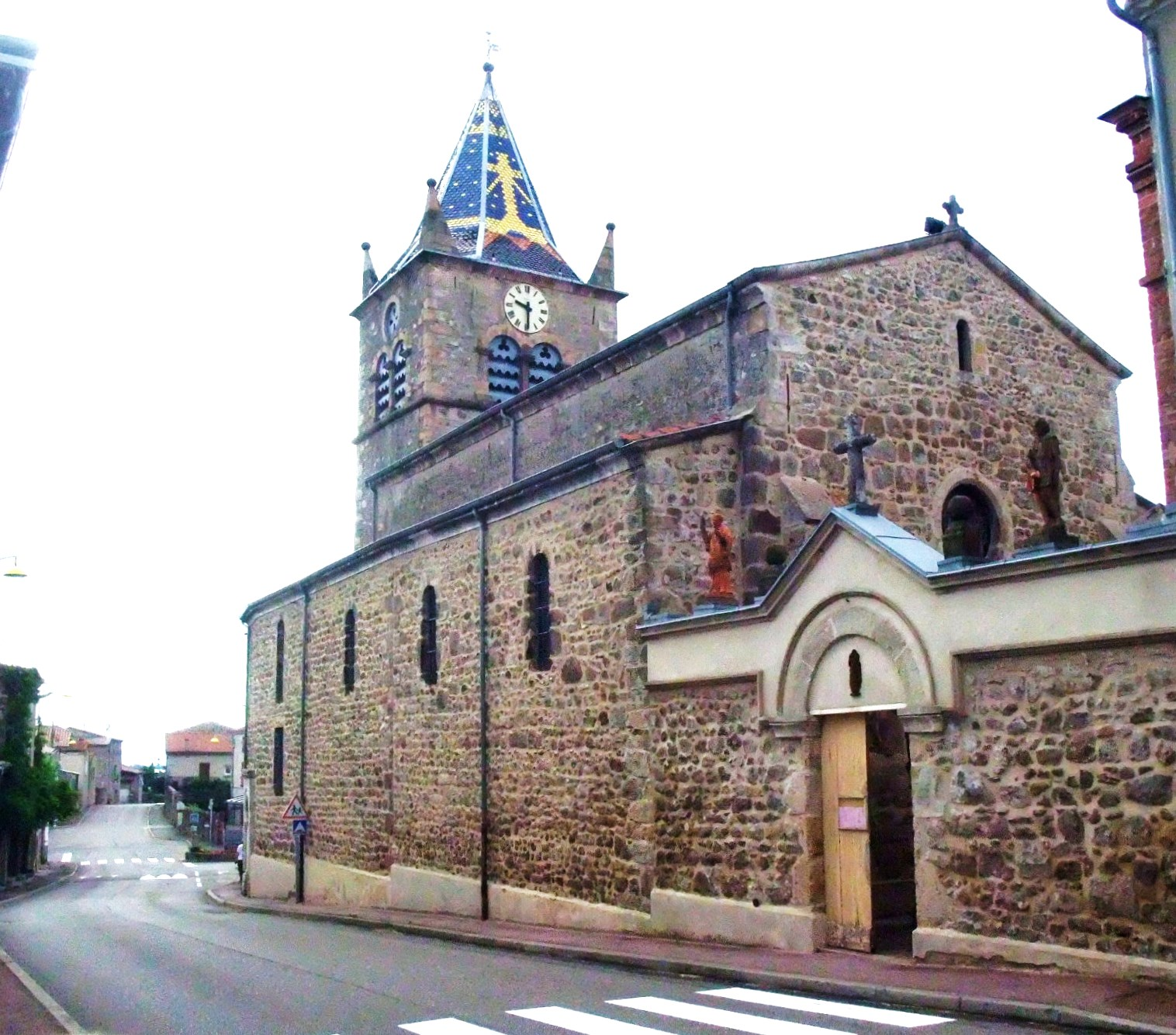
Kirche Saint-Cyr
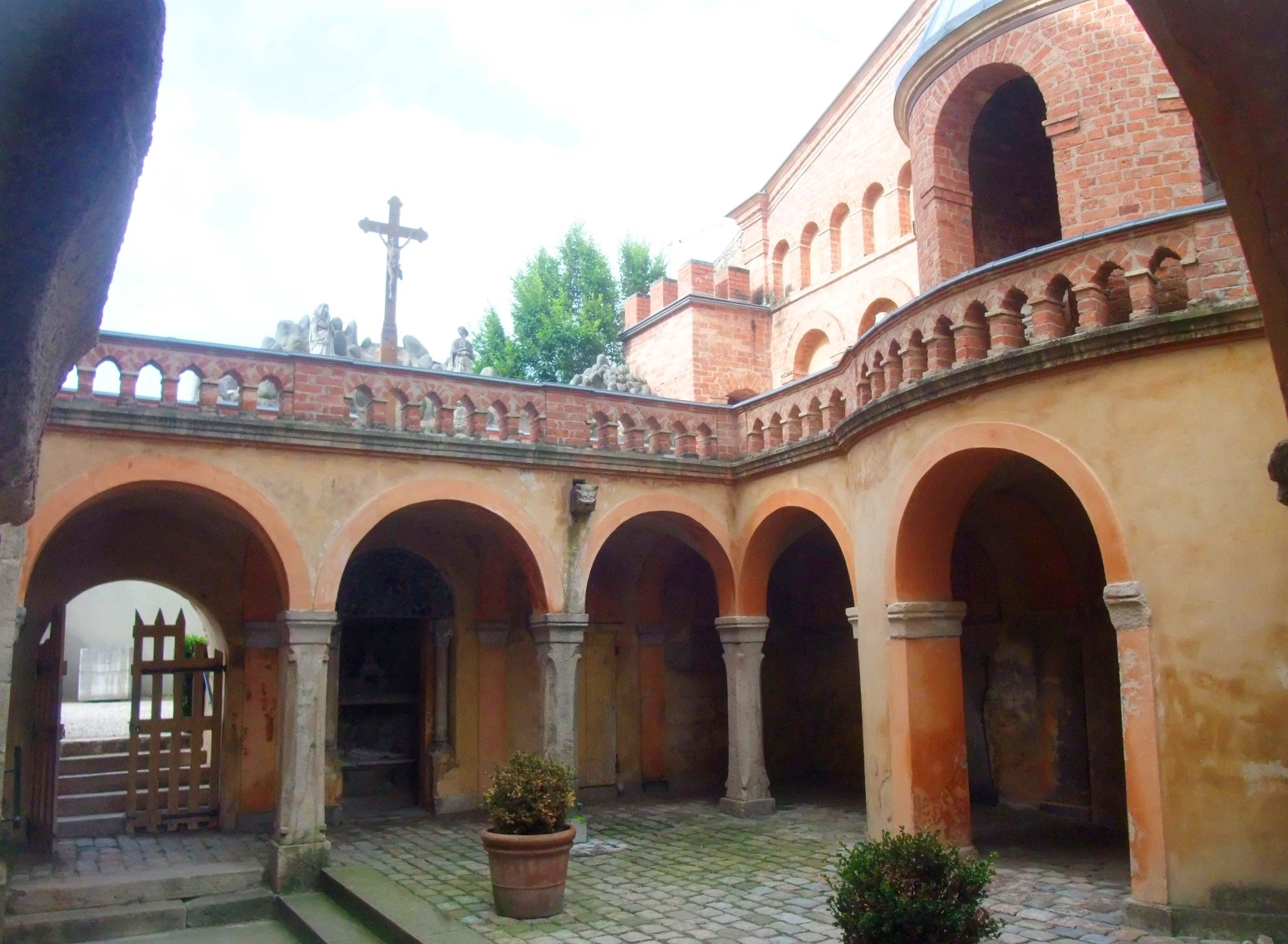
Le Campo Santo bei der Kirche, 1859 bis 1861 erbaut
- archäologische Fundstätte

- Kirche Saint-Cyr
- Le Campo Santo